# باول جيمس
باول جيمس (بالإنجليزية: Paul James)‏ (11 نوفمبر 1963 بكارديف في المملكة المتحدة - ) هو مدرب كرة قدم ولاعب كرة قدم بريطاني وكندي في مركز الوسط، شارك في كأس العالم 1986 والألعاب الأولمبية الصيفية 1984. وشارك مع منتخب كندا لكرة القدم. أما مع النوادي، فقد لعب مع نادي دونكاستر روفرز ونادي مونتيري وتورونتو بليزارد وتورونتو بلِيزارد ‏ وهَاميلتون ستيلرز ‏ وOttawa Intrepid ‏.

## وصلات خارجية
- باول جيمس على موقع الاتحاد الدولي (مؤرشف)  (الإنجليزية)
- باول جيمس على موقع قاعدة بيانات كرة القدم.إي يو (الإنجليزية)
- باول جيمس على موقع ناشيونال فوتبول تيمز (الإنجليزية)
- باول جيمس على موقع أوليمبيديا (الإنجليزية)